# Hoël I van Bretagne
Hoël I van Bretagne (overleden in 981) was van 958 tot aan zijn dood hertog van Bretagne en graaf van Nantes. Hij behoorde tot het huis Nantes.

## Levensloop
Hoël I was de oudste onwettige zoon van hertog Alan II van Bretagne uit diens buitenechtelijke relatie met Judith. 
In 958 werd hij in opvolging van zijn halfbroer Drogo hertog van Bretagne. Omdat Hoël een buitenechtelijke zoon was, werd zijn heerschappij betwist door de leidende Bretonse edelen. Zijn voornaamste tegenstanders waren Judicael Berengar, graaf van Rennes, en diens zoon Conan I.
In 975 kwam het tot een openlijk conflict met Conan I van Rennes. De graaf controleerde het noordelijke deel van Bretagne en beschouwde zichzelf als de wettelijke heerser van het hertogdom. Uiteindelijk zou die in 990 met de steun van het graafschap Blois het volledige hertogdom veroveren, na de dood van Hoëls neef Alan.
Hoël zorgde ervoor dat zijn broer Guerech in 981 verkozen werd tot bisschop van Nantes. Hetzelfde jaar werd hij tijdens een bezoek aan de aartsbisschop van Tours vermoord door ene Galuron, vermoedelijk in opdracht van Conan I van Rennes. Zijn broer Guerech liet het bisdom Nantes voor wat het was en volgde hem op als hertog van Bretagne.

## Huwelijk en nakomelingen
Hoël was gehuwd met een onbekend gebleven vrouw. Ze hadden minstens twee kinderen:
- Judicaël (979-1004), graaf van Nantes
- Hoël